# مثلث بيل

بناء مثلث بيل

في الرياضيات، مثلث بيل هو مثلث من الأرقام يشبه مثلث باسكال، حيث تحسب قيمه أقسام المجموعة التي يكون فيها عنصر معين هو أكبر عنصر مفرد. تم تسميته بسبب ارتباطه الوثيق بأرقام بيل، والتي يمكن العثور عليها على جانبي المثلث، والتي سميت بدورها باسم إريك تيمبل بيل. اكتشف المثلث بشكل مستقل من قبل العديد من المؤلفين، بدءًا من تشارلز ساندرز بيرس (1880) بما في ذلك أيضًا ألكسندر أيتكين (1933) وكوهن وآخرون (1962)، ولهذا السبب أطلق عليه أيضًا اسم مصفوفة أيتكين أو مثلث بيرس.

## قيم
تعطي مصادر مختلفة نفس المثلث في اتجاهات مختلفة، بعضها مقلوب عن الآخر. في تنسيق مماثل لمثلث باسكال، وبالترتيب المدرج في الموسوعة الإلكترونية لتسلسلات الأعداد الصحيحة (OEIS)، فإن الصفوف القليلة الأولى هي: 

                    1
                  1     2
               2     3     5
            5     7    10    15
        15    20    27    37    52
     52    67    87   114   151   203
 203   255   322   409   523   674   877

## بناء
يمكن إنشاء مثلث الجرس عن طريق وضع الرقم 1 في موضعه الأول. بعد هذا التنسيب، يتم ملء القيمة الموجودة في أقصى اليسار في كل صف من المثلث عن طريق نسخ القيمة الموجودة في أقصى اليمين في الصف السابق. يتم ملء المواضع المتبقية في كل صف بقاعدة مشابهة جدًا لتلك الخاصة بمثلث باسكال فهي مجموع القيمتين إلى اليسار واليسار العلوي للموضع.
وهكذا، بعد وضع الرقم 1 في الصف العلوي في البداية، يصبح هو الموضع الأخير في صفه، ويتم نسخه إلى الموضع الأقصى إلى اليسار في الصف التالي. القيمة الثالثة في المثلث، 2، هي مجموع القيمتين السابقتين أعلاها على يسارها. وبما أن القيمة الأخيرة في صفها، يتم نسخ الرقم 2 إلى الصف الثالث، وتستمر العملية بنفس الطريقة.

## التفسير التركيبي
أرقام بيل نفسها، على الجانبين الأيسر والأيمن من المثلث، تحسب عدد طرق تقسيم مجموعة منتهية إلى مجموعات فرعية، أو على نحو مكافئ عدد علاقات التكافؤ في المجموعة. يقدم صن ووو التفسير التركيبي التالي لكل قيمة في المثلث. باتباع صن ووو، دع A n,k يشير إلى القيمة التي تقع على بعد k مواضع من اليسار في الصف n من المثلث، مع ترقيم الجزء العلوي من المثلث كـ A 1,1 . ثم يقوم A n,k بحساب عدد أقسام المجموعة {1، 2, ...,  n + 1} حيث العنصر k + 1 هو العنصر الوحيد في مجموعته وكل عنصر ذو رقم أعلى يوجد في مجموعة مكونة من أكثر من عنصر واحد. وهذا يعني k + 1 يجب أن يكون أكبر عنصر فردي في القسم.
على سبيل المثال، سيتم تسمية الرقم 3 في منتصف الصف الثالث من المثلث، في تدوينهم، بـ A 3,2 ، ويحسب عدد أقسام {1، 2, 3, 4} حيث 3 هو أكبر عنصر مفرد. هناك ثلاثة أقسام من هذا القبيل:
{1}، {2، 4}، {3}
{1، 4}، {2}، {3}
{1، 2، 4}، {3}.
أما الأقسام المتبقية من هذه العناصر الأربعة فلا تحتوي على 3 في مجموعة بمفردها، أو تحتوي على مجموعة مفردة أكبر {4}، وفي كلتا الحالتين لا يتم احتسابها في A 3,2 .
في نفس التدوين، قام صن ووو بزيادة المثلث بقطر آخر إلى يسار قيمه الأخرى، من الأرقام
An,0 = 1, 0, 1, 1, 4, 11, 41, 162, ...(متسلسلة A000296 في OEIS)

عد أقسام نفس المجموعة من n + 1 عناصر حيث يكون العنصر الأول فقط هو العنصر المفرد. مثلثهم الموسع هو 

                       1
                     0     1
                  1     1     2
               1     2     3     5
            4     5     7    10    15
        11    15    20    27    37    52
     41    52    67    87   114   151   203
 162   203   255   322   409   523   674   877

يمكن إنشاء هذا المثلث بشكل مشابه للنسخة الأصلية من مثلث بيل، ولكن بقاعدة مختلفة لبدء كل صف: القيمة الموجودة في أقصى اليسار في كل صف هي الفرق بين القيم الموجودة في أقصى اليمين وأقصى اليسار في الصف السابق.
يقدم كوانتانس وكوونغ تفسيرًا بديلًا ولكن أكثر تقنية للأرقام في نفس المثلث الموسع.

## الأقطار ومجموع الصفوف
يحتوي كل من القطرين الأيسر والأيمن من مثلث الجرس على التسلسل 1، 1، 2، 5، 15، 52، ... من أرقام بيل (مع العنصر الأولي المفقود في حالة القطر الأيمن). يعطي القطر الموازي التالي للقطر الأيمن تسلسل الفروق بين رقمي بيل متتاليين، 1، 3، 10، 37، ... ، وكل قطري متوازي لاحق يعطي تسلسل الاختلافات بين الأقطار السابقة.
بهذه الطريقة، كما لاحظ أيتكين، يمكن تفسير هذا المثلث على أنه تطبيق لصيغة الاستيفاء جريجوري-نيوتن، والتي تجد معاملات كثير الحدود من تسلسل قيمه عند الأعداد الصحيحة المتتالية باستخدام الفروق المتتالية. تشبه هذه الصيغة بشكل وثيق علاقة التكرار التي يمكن استخدامها لتحديد أرقام بيل.
مجموع كل صف من المثلث، 1، 3، 10، 37، ... ، هي نفس تسلسل الفروق الأولى التي تظهر في القطر الثاني من اليمين للمثلث. يقوم الرقم n في هذا التسلسل أيضًا بحساب عدد أقسام العناصر n إلى مجموعات فرعية، حيث يتم تمييز إحدى المجموعات الفرعية عن المجموعات الأخرى؛ على سبيل المثال، هناك 10 طرق لتقسيم ثلاثة عناصر إلى مجموعات فرعية ثم اختيار إحدى المجموعات الفرعية.

## الإنشاءات ذات الصلة
وقد وصف أجنر مثلثًا مختلفًا من الأرقام، حيث تكون أرقام بيل على جانب واحد فقط، ويتم تحديد كل رقم كمجموع مرجح للأرقام القريبة في الصف السابق.

## ملحوظات
1. ↑  For instance, Gardner (1978) shows two orientations, both different from the one here.
2. ↑  Gardner (1978).

## روابط خارجية
- Weisstein, Eric W. "Bell Triangle". MathWorld.